# 双卵裸腹蚤
双卵裸腹蚤（学名：Moina geei）为裸腹蚤科裸腹蚤属的动物。在中国大陆，分布于北京、上海等地，一般栖息于混浊的小型水域中。